# Norman Tanzman
Norman Tanzman (4 juillet 1918 - 6 juin 2004) est un homme politique américain qui siège à l'Assemblée générale du New Jersey de 1962 à 1968 et au Sénat du New Jersey de 1968 à 1974, .